# Džaty
| U28 | t | A | i | i |

| U28 | t | A | i | i |

Džaty I. byl princ, který žil ve starověkém Egyptě v období 4. dynastie. Podle jednoho ze svých titulů vedl blíže neznámou výpravu ke konci 4. dynastie.
Byl synem královny Meresanch II., dcery krále Chufua. Jeho sestrami byly Nefertkau III. a Nebty-tepites.
Vzhledem k tomu, že používal titul Syn krále z jeho těla, předpokládá se, že byl synem faraona. Má se za to, že se Meresanch II. znovu provdala za faraona po smrti svého prvního manžela prince Horbaefa. Tento král by měl být Džatyho otcem, a to buďto Radžedef nebo Rachef. Na druhou stranu Džaty možná nabyl tohoto titulu coby vnuk krále Chufua.
Džaty měl prokazatelně ženu a syna Džatyho II. Je ale možné, že měl i další syny.
Po své smrti byl pohřben v mastabě G 7810 v Gíze. V hrobce je vyobrazena jeho manželka a Džaty II., který je zde představen jako jeho nejstarší syn. 